# Laminacauda
Laminacauda és un gènere d'aranyes araneomorfes de la subfamília Erigoninae, dins de la família Linyphiidae.
Fou descrita per primera vegada per Alfred Frank Millidge l'any 1985.
Es pot trobar a Sud-amèrica:Argentina, Bolívia, Brasil, Xile, Colòmbia, Equador, Panamà, Perú,  Uruguai  i a les illes de Tristan da Cunha.

## Llista d'espècies
Segons The World Spider Catalog 12.0::
- Laminacauda aluminensis Millidge, 1991
- Laminacauda amabilis (Keyserling, 1886)
- Laminacauda ansoni Millidge, 1991
- Laminacauda argentinensis Millidge, 1985
- Laminacauda baerti Miller, 2007
- Laminacauda boliviensis Millidge, 1985
- Laminacauda cognada Millidge, 1991
- Laminacauda defoei (F. O. Pickard-Cambridge, 1899)
- Laminacauda dentichelis (Berland, 1913)
- Laminacauda diffusa Millidge, 1985 (Espècie tipus)
- Laminacauda dysphorica (Keyserling, 1886)
- Laminacauda expers Millidge, 1991
- Laminacauda fuegiana (Tullgren, 1901)
- Laminacauda gigues Millidge, 1991
- Laminacauda grata Millidge, 1991
- Laminacauda insulana Millidge, 1985
- Laminacauda luscinia Millidge, 1985
- Laminacauda magna Millidge, 1991
- Laminacauda malkini Millidge, 1991
- Laminacauda maxima Millidge, 1985
- Laminacauda montevidensis (Keyserling, 1878)
- Laminacauda monticola Millidge, 1985
- Laminacauda nana Millidge, 1991
- Laminacauda newtoni Millidge, 1985
- Laminacauda orina (Chamberlin, 1916)
- Laminacauda pacifica (Berland, 1924)
- Laminacauda parvipalpis Millidge, 1985
- Laminacauda peruensis Millidge, 1985
- Laminacauda plagiata (Tullgren, 1901)
- Laminacauda propinqua Millidge, 1991
- Laminacauda rubens Millidge, 1991
- Laminacauda sacra Millidge, 1991
- Laminacauda salsa Millidge, 1991
- Laminacauda suavis Millidge, 1991
- Laminacauda sublimis Millidge, 1991
- Laminacauda thayerae Millidge, 1985
- Laminacauda tristani Millidge, 1985
- Laminacauda tuberosa Millidge, 1991
- Laminacauda tucumani Millidge, 1991
- Laminacauda vicana (Keyserling, 1886)
- Laminacauda villagra Millidge, 1991